# ألكسندر شيكيتش
ألكسندر شيكيتش (بالهولندية: Aleksandar Šćekić) (12 ديسمبر 1991 ببراني في الجبل الأسود - ) هو لاعب كرة قدم مونتينيغري في مركز الوسط لعب سابقاً في نادي دبا الفجيرة الإماراتي.

## روابط خارجية
- ألكسندر شيكيتش على موقع الاتحاد الدولي (مؤرشف)  (الإنجليزية)
- ألكسندر شيكيتش على موقع الاتحاد الأوربي (الإنجليزية)
- ألكسندر شيكيتش على موقع اتحاد تركيا (لاعب) (الإنجليزية)
- ألكسندر شيكيتش على موقع قاعدة بيانات كرة القدم.إي يو (الإنجليزية)
- ألكسندر شيكيتش على موقع ناشيونال فوتبول تيمز (الإنجليزية)
- ألكسندر شيكيتش على موقع Soccerbase.com (لاعب) (الإنجليزية)
- ألكسندر شيكيتش على موقع Soccerway.com (الإنجليزية)
- ألكسندر شيكيتش على موقع عالم كرة القدم.نت (الإنجليزية)